# Klokočí, Přerov
Klokočí là một làng thuộc huyện Přerov, vùng Olomoucký, Cộng hòa Séc.